# Сельское поселение «Село Бутчино»
Сельское поселение «Село Бутчино» — муниципальное образование в составе Куйбышевского района Калужской области России.
Центр — село Бутчино.

## Население
| 2010  | 2012  | 2013  | 2014  | 2015  | 2016  | 2017  |
| ----- | ----- | ----- | ----- | ----- | ----- | ----- |
| 1060  | ↘1019 | ↘1018 | ↗1029 | ↗1045 | ↗1072 | ↗1131 |
| 2018  | 2019  | 2020  | 2021  |       |       |       |
| ↗1132 | ↘1100 | ↘1094 | ↘928  |       |       |       |

## Состав
В поселение входят 19 населённых мест:
- село Бутчино
- деревня Боровинок
- деревня Бударка
- деревня Ветьмица
- деревня Вороненка
- деревня Гуличи
- деревня Дубровка
- деревня Ель
- деревня Зимницкие Хутора
- деревня Зимницы
- деревня Зловодка
- деревня Ивашковичи
- деревня Лобазово
- деревня Лужница
- деревня Неверов
- деревня Прогресс
- деревня Раменное
- деревня Синявка
- деревня Шелковка

Территориально сельское поселение «Село Бутчино» в основном соответствует дореволюционной Бутчинской волости, но также включает д. Ветьмица, входившую в состав Грибовской волости.